# Schwarzenburg (Adelsgeschlecht)

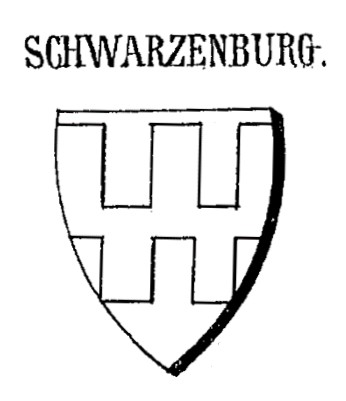
Wappen derer von Schwarzenburg

Die Schwarzenburger waren ein oberpfälzisches Adelsgeschlecht, das in der Nähe von Rötz ihren Hauptsitz, die Schwarzenburg, innehatte. In ihrem Wappen ist ein gespaltener Zickzackbalken.

## Ältere Linie
Heinrich von Schwarzenburg erscheint bei einer in den Zeitraum von 1048 bis 1060 zu datierenden Schenkung an das Kloster St. Emmeram in Regensburg als Zeuge. Der bekannteste der älteren Schwarzenburger mit reichsweiter Bedeutung ist Erzbischof Friedrich I. von Köln (Sedenzzeit 1100–1131). Friedrich hatte wahrscheinlich zwei Brüder namens Babo und Heinrich, die in einer gefälschten Urkunde von 1119 genannt werden. In einer unverdächtigen Urkunde von 1152 erwähnt Bischof Arnold II., dass im Hauskloster Friedrichs, der Abtei Michaelsberg in Siegburg, neben ihm zwei seiner Brüder bestattet wurden. Ein weiterer Bruder war auf der Schwarzenburg. Dessen Tochter Margarethe wurde von Erzbischof Friedrich an den Grafen Adolf von Saffenberg vermittelt. Abt Pabo von Deutz (Köln)/St. Emmeram(Regensburg wird in der alten Abtliste der Abtei Deutz als Oheim („avunculus“) von Erzbischof Friedrich bezeichnet. Die Familie dieser Schwarzenburger endet 1147/1148 mit Berthold II. von Schwarzenburg, der während des Zweiten Kreuzzugs gefallen ist. Der Name des Bruders von Bischof Friedrich I. auf der Schwarzenburg, wohl Vater von Berthold(II.) und Margarethe, wird in keiner Quelle eindeutig zuschreibbar genannt. Weiter besteht eine genealogische Lücke zwischen dem erstgenannten Heinrich und der Generation von Fürstbischof Friedrich I. und seinen Brüdern, ohne klar belegbare Personen. Der in der Literatur und Stammtafeln dazu öfters genannte Berthold I. von Schwarzenburg beruht auf genealogischen Kombinationen von Franz Tyroller, ohne dass derzeit eine einzige klare namentliche Belegung durch eindeutige Quellen vorliegt.

## Jüngere Linie
Erst ca. 100 Jahre später erscheint in einer Schenkungsurkunde für das Kloster Pielenhofen im März 1240 wieder ein Herr von Schwarzenburg als Zeuge. Es gibt für einen verwandtschaftlichen Zusammenhang zu den älteren Schwarzenburgern keinen Hinweis aus Quellen. Die Bayerische Landesteilung von 1255 zwischen Ludwig II. und Heinrich von Wittelsbach hatte zur Folge, dass die Herrschaft Rötz mitsamt der Schwarzenburg an Herzog Heinrich vom Herzogtum Niederbayern fiel. Dieser setzte Reinbot († nach 1260) zum Verwalter des Pflegamtes Rötz und der Schwarzenburg ein, der sich von da an von Schwarzenburg nannte. Das Wappen der früheren Schwarzenburger wurde mit kleineren Variationen übernommen.
Er ist wegen einer Auseinandersetzung mit Bischof Albert I. von Regensburg bekannt, da er unrechtmäßig den Zehnt des St. Katharinenspitals zurückgehalten hatte. Am 9. Januar 1256 verglich er sich mit dem Bischof und versicherte, ihm in Zukunft bei der Einbringung des Zehnts behilflich sein zu wollen. Als Seelgerät verschreibt er 1259 dem Spital einen Wald in der Holzleiten.

1261 tritt er als Siegelzeuge auf, als Adelheide von Plerberg dem Kloster Schönthal einen Hof zu Premeischel, einen zu Diepoldsried und einen zu Güttenberg überschreibt. Unter den Siegelzeugen werden ferner genannt: „fridericus Rimboto de Swarzenburch et filius suus Chonradus“. Chunrad von Schwarzenburg wurde 1344 ebenfalls als Wohltäter des Klosters genannt. Conrad von Schwarzenburg wird als Dienstmann des Herzogs Heinrich in Niederbayern bezeichnet.

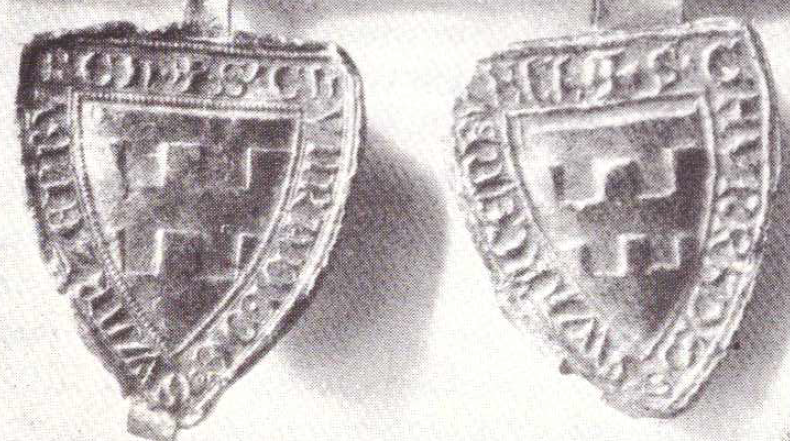
Siegel des Konrad von Schwarzenburg an Urkunden der Klosters Schönthal von 1271 und 1284

Für die Besitzungen des Klosters Prüfening zwischen Nittenau und Cham wurde Bruck der Verwaltungsmittelpunkt mit einer Propstei, von der aus das Stiftungsgut verwaltet wurde. Mit der Nittenauer Vogtei wurde am 19. Juni 1269 das Reichsministerialengeschlecht dieser Schwarzenburger durch Herzog Ludwig II. belehnt. Als erster Probst wird ein  Sifridus von Schwarzenburg genannt, der 1309 bis 1332 belegt ist. Von 1343 bis 1362 ist sein Sohn  Konrad als Probst zu Bruck beglaubigt. 1363 folgt dessen Sohn Albrecht und 1369 geht dieses Amt an einen Ott Dürner über.
Die Schwarzenburger waren auch im Besitz des Burggutes zu Bruck. Reinboto de Schwarzenburg wird 1260 ebenfalls als „ministerialis imperii“ (Reichsministeriale) bezeichnet. Nach dem Bamberger Lehenbuch von 1306 war Reinbot von Schwarzenburg auch mit dem Brucker Forst belehnt worden; am 25. April 1343 folgte ihm Reinbot der Junge in diesem Amt nach.
Die Söhne Konrad und Reinbot II. des Reinbot I. kamen als Nächste in den Besitz des Schwarzenburgschen Erbes. Konrad war mit einer  Paulsdorferin verheiratet. Die beiden anderen Söhne Heinrich und Ulrich schlugen eine geistliche Laufbahn ein. Heinrich war zuerst Pfarrer in Rötz, dann Kanoniker in Regensburg und zuletzt Probst in Spalt. Ulrich war Kanonikus in Regensburg.
Ulrich von Schwarzenburg beschenkt 1317 das Kloster Prüfening, als Siegelzeugen treten die Brüder Reinboto und Seifried  auf. Heinrich verkauft mit Wissen seiner Brüder Konrad und Reinbot II. das Gut Möhring an das Kloster St. Klara in München.
Konrad von Schwarzenburg erscheint immer wieder als Siegelzeuge; z. B. 1263 wegen strittiger Besitzungen zwischen dem Bischof von Regensburg und dem Grafen von Moosburg, oder 1265 bei der Übergabe eines Hofes zu Roßbach an das Katharinenspital in Regensburg. 1299 schenkte er dem Prior und dem Convent von Schönthal einen Hof zu Berndorf. Noch 1300 übergeben die beiden Brüder Konrad und Reinbot II. dem Katharinenspital ein Gut, das Konrad von Tintzing von ihnen zu Lehen hatte, und dem Kloster Schönthal einen Hof und eine Mühle zu Thurau. 1300 sind beide verstorben.
Der nächste in der Reihe ist Reimbot III. von Schwarzenburg, Sohn von Reimbot II. verheiratet mit einer Geborenen von Heimberg. Auch er erscheint bei Schenkungen in verschiedenen Urkunden des Klosters Schönthal. Bischof Konrad von Regensburg ernannte ihn zum Pfleger von Siegenstein, dafür erhielt er 12 Pfund Regensburger Pfennig. Reimbot III. hatte die Söhne Reimbot IV. Ulrich, Konrad I. Seyfried und Konrad II.
Konrad I. († 1352) wurde Domherr in Regensburg, die anderen Brüder teilten sich gemeinsam die Verwaltung des väterlichen Erbes. Seyfried und Konrad II. blieben ledig, Reimbot IV. war verheiratet und bekam die Söhne Reimbot V. und Reimar. Ulrich († nach 1317) war mit einer Sophie verheiratet, hatte aber nur eine Tochter. Reimbot V. war mit einer Christina von Tunzenberg verehelicht, 1328 nannte er sich auch von Kirchberg, wobei anzunehmen ist, dass diese Hofmark über seine Frau an ihn gekommen ist.
1330 überließen Reimbot IV., Konrad II. und Reimbot V. gemeinsam mit dem Domherrn Konrad I. von Schwarzenburg das Patronatsrecht auf der Pfarrei Grafenkirchen bei Pemfling dem Domkapitel von Regensburg, was am 1. September 1330 von Bischof Nikolaus von Regensburg bestätigt wurde. Ebenso stellen die Schwarzenburger mehrere Lehen an Herzog Heinrich zurück, so auch die Schwarzenburg selbst.
Reimbot V. verkaufte 1335 um 14 Pfund Pfennige die Vogtei an seinem Hof zu Ramsberg an das Kloster Ensdorf, auch der Domherr Konrad I. überließ das Recht am Fischwasser zu Rötz und seine jährliche Rente aus einem Hof zu Stadlern seiner Muhme Sophie von Paulsdorf.
Am 25. April 1343 trugen Reymar der Jüngere von Schwarzenburg und seine Schwester Agnes Bruck als Lehen den Herzögen von Oberbayern auf.  Ulrich der Satzenhofer, der Schwager des genannten  Reymar,  und seine Gemahlin Agnes von Schwarzenburg hatten danach dieses Lehen von den Herzögen von Oberbayern erhalten; am 19. Juni 1345 wurde es an die Pfalzgrafen Ruprecht den Älteren und Ruprecht den Jüngeren verkauft, die daraus das Amt Bruck machten.
1346 erscheint noch eine Kunigunda von Schwarzenburg, die mit einem Muracher verheiratet war. Ihre Schwester Agnes war die Gemahlin des genannten Ulrich Sazenhofer. Bertha von Schwarzenburg, wohl die Tochter von Reimbot IV., war mit Oswald von Fortall in Waldmünchen verheiratet (siehe Abbildung); sie ist 1391 verstorben und mit ihr erlosch auch dieses Geschlecht der oberpfälzer Schwarzenburger.

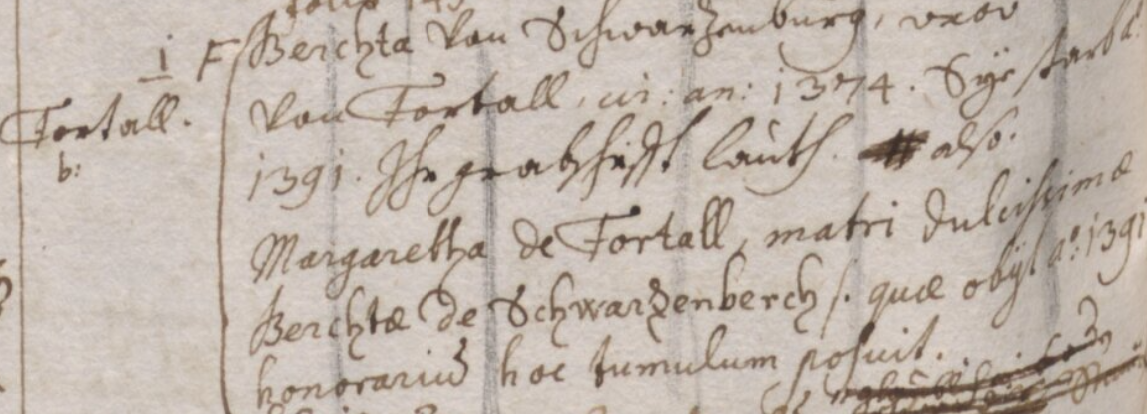
Der Eintrag von „Berchta von Schwarzenburg“ bei Johann Franz Eckher (1695). Berta von Schwarzenburg ehelichte Oswald Fortall etwa um 1374. Sie starb laut Eckher 1391. Auf ihrem Grabstein ist ihre Tochter als „Margaretha Fortall“ geführt.

Bereits am 27. März 1332 haben die Landgrafen von Leuchtenberg die Herrschaft Schwarzenburg-Waldmünchen gegen Wiedereinlösung von dem bayerischen Herzog übernommen. 1379–1390 wird als Pfleger zu Schwarzenburg Doberhoz der Muracher genannt.

## Stammliste der älteren Linie von Schwarzenburg
NN
1. Heinrich von Schwarzenburg († 1050) ⚭ Adelheid von Riedenburg
  1. Berthold I. von Schwarzenburg († vor 1104) ⚭ Richgard (Richardis) II. von Sponheim († um 1112) (Eltern: Engelbert I. von Spanheim († 1096) ⚭ Hedwig von Sachsen († 1112)), ⚭ 2. Ehe Poppo von Weimar, Graf von Istrien († 1101), ⚭ 3. Ehe Eberhard von Dießen
    1. Friedrich I. von Schwarzenburg (* um 1077; † 1131), Erzbischof von Köln
    2. Engelbert von Schwarzenburg (* 1080) ⚭ N.N. (aus der Steiermark)
      1. Mathilde von Schwarzenburg († 1160), Gräfin von Champagne ⚭ Theobald II. von der Champagne (fünf Söhne und sechs Töchter)
      2. Ida von Schwarzenburg († 1178), Gräfin von Nevers ⚭ 1127/30 Wilhelm III. von Nevers (zwei Söhne sind vor ihr verstorben, die Enkelin hat die Grafschaft an die Herzöge von Burgund vererbt)
      3. Margarethe von Schwarzenburg († 1148), Gräfin von Saffenberg ⚭ Graf Adolf von Saffenberg
      4. Engelbert von Eberstein († 1141) ⚭ Uta von Passau
      5. Berthold II. von Schwarzenburg († Sept. 1147/1148), gefallen im 2. Kreuzzug, ultimus familiae

    3. Luitgard von Schwarzenburg ⚭ Friedrich III. von Bogen-Windberg
      1. Adalbert von Windberg-Bogen
      2. Heinrich IV. von Bogen, Domvogt

## Stammliste der jüngeren Linie von Schwarzenburg
NN
1. Reinbot († nach 1260), Verwalter des Pflegamtes Rötz, 1260 „ministerialis imperii“
  1. Chunrad von Schwarzenburg, Dienstmann des Herzogs Heinrich in Niederbayern
  2. Reinbot der Junge
    1. Konrad ⚭ Sophie Paulsdorferin († 1300)
    2. Heinrich, Kanoniker in Regensburg und zuletzt Probst in Spalt († 1300)
    3. Ulrich, Kanoniker in Regensburg
    4. Seifried (???)
    5. Reimbot II.
      1. Reimbot III. von Schwarzenburg ⚭ N.N. von Heimberg
        1. Ulrich († nach 1317) ⚭ Sophie N.N.
        2. Konrad I. († 1352), Domherr in Regensburg
        3. Seyfried (ledig verstorben)
        4. Konrad II. (ledig verstorben)
        5. Reimbot IV.
          1. Reimbot V. ⚭ Christina von Tunzenberg
          2. Reimar
          3. Agnes ⚭ Ulrich der Satzenhofer
          4. Kunigunda von Schwarzenburg ⚭ N.N. Muracher
          5. Bertha von Schwarzenburg († 1391) ⚭ Oswald von Fortall zu Waldmünchen[8][9]